# Ilja Averbakh
Ilja Averbakh (russisk: Илья́ Алекса́ндрович Аверба́х) (født 28. juli 1934 i Sankt Petersborg i Sovjetunionen, død 11. januar 1986 i Moskva i Sovjetunionen) var en sovjetisk filminstruktør og manuskriptforfatter.

## Filmografi
- Litjnaja zjizn Kuzjajeva Valentina (Личная жизнь Кузяева Валентина, 1967)[1][2]
- Stepen riska (Степень риска, 1946)
- Drama iz starinnoj zjizni (Драма из старинной жизни, 1971)
- Monolog (Монолог, 1972)
- Tjuzjije pisma (Чужие письма, 1975)
- Objasnenije v ljubvi (Объяснение в любви, 1977)
- Golos (Голос, 1982)